# 岱枝县
岱枝县，缅甸仰光省下辖的一个县。

## 历史沿革
2022年4月30日，缅甸政府以仰光北县岱枝镇区新设岱枝县。

## 行政区划
岱枝县下辖岱枝镇区1个镇区。